# گزارشگر ویژه سازمان ملل متحد در مورد خشونت علیه زنان
گزارشگر ویژه سازمان ملل متحد در مورد خشونت علیه زنان (انگلیسی: United Nations Special Rapporteur on Violence Against Women) مسئولیتی است که به‌دنبال تصویب قطعنامه ۱۹۹۴/۴۵ کمیسیون حقوق بشر سازمان ملل متحد در ۴ مارس ۱۹۹۴ میلادی در مورد مسئله ادغام حقوق زنان در سازوکارهای حقوق بشر سازمان ملل متحد و حذف خشونت علیه زنان ایجاد شد و شخصیت حقیقی عهده‌دار این پست سازمانی موظف است دربارهٔ علل و پیامدهای خشونت علیه زنان بررسی، نظارت و برنامه‌ریزی کند. انتصاب اولیه برای این مقام اجرایی، یک دوره سه ساله بود. از نوامبر ۲۰۲۱، «ریم السالم» اُردنی گزارشگر ویژه سازمان ملل متحد در مورد خشونت علیه زنان است.

## وظیفه و مأموریت
گزارشگر ویژه سازمان ملل متحد در مورد خشونت علیه زنان موظف است اطلاعاتی را در مورد خشونت علیه زنان جستجو کرده و دریافت کند، راه‌هایی را برای حذف خشونت علیه زنان در سطوح ملی، منطقه‌ای و بین‌بخشی توصیه کند و با سایر سازوکارهای حقوق بشر سازمان ملل متحد همکاری کند.

## بازدید از کشورها
گزارشگر ویژه موظف است از کشورهای گوناگون بازدیدهایی به عمل آورد و این کار اغلب در ارتباط با سایر گزارشگران ویژه، کارشناسان مستقل یا کارگروه‌های دیگر است.

## گزارش به کمیسیون حقوق بشر
گزارشگر ویژه سازمان ملل متحد در مورد خشونت علیه زنان هر سال گزارشی کتبی را به کمیسیون حقوق بشر سازمان ملل متحد ارائه می‌دهد که در آن فعالیت‌های انجام‌شده و همچنین موضوع‌هایی که مورد بررسی و تجزیه و تحلیل واقع شده، تشریح می‌گردد.

## گزارشگران ویژه
- رادیکا کوماراسوامی (۱۹۹۴–۲۰۰۳)
- یاکین ارتورک (۲۰۰۳–۲۰۰۹)
- رشیده مانجو (۲۰۰۹–۲۰۱۵)
- دوبراوکا شیمونوویچ (۲۰۱۵–۲۰۲۱)
- ریم السالم (۲۰۲۱–اکنون)